# Troglodiplura beirutpakbarai
Espèce
Troglodiplura beirutpakbarai est une espèce d'araignées mygalomorphes de la famille des Anamidae.

## Distribution
Cette espèce est endémique d'Australie-Méridionale. Elle se rencontre dans la grotte 5N-253 dans la plaine de Nullarbor.

## Habitat
Cette araignée est troglobie.

## Description
Cette espèce est anophtalme.

## Étymologie
Cette espèce est nommée en l'honneur de Beirut Pakbara.

## Publication originale
- Harvey, Rix, Hillyer & Huey, 2020 : « The systematics and phylogenetic position of the troglobitic Australian spider genus Troglodiplura (Araneae: Mygalomorphae), with a new classification for Anamidae. » Invertebrate Systematics, vol. 34, no 8, p. 799-822.